# Decibel (revista)
Decibel é uma revista musical estadunidense sobre metal extremo.